# 桑赫斯特路站
桑赫斯特路站（英語：Sandhurst Road，车站代码SNRD）是一个位于印度孟买南区乌默卡迪的铁路车站，为孟买市郊铁路中央线和海港线的换乘站。该站不设中央线快车站台。

## 历史
该站以1895-1900年间任职孟买总督的桑赫斯特勋爵之名命名，车站于1910年利用他协助募集的孟买城市改善信托基金建设。1921年，海港线高架站台建成，车站成为印度第一个双层铁路车站，高架结构采用长度1,728英尺（527）的钢桥，使用的金属构件从英国进口，桥墩上写有“GIPR 1921 Lutha Iron Works, Glasgow”字样。
2017年1月，中部铁路区计划拆除该站，以兴建中央线的第五、六线（孟买CST至库尔拉站段），并在P·德梅洛路上建设新的桑赫斯特路站。

## 结构
车站的1、2号站台为中央线慢车站台，设于下层。3、4号站台为海港线站台，设于海港线的跨线桥上，从中央线西侧跨越中央线轨道转向东北方向。两线站台在南端的站房相连，并在西侧设置出入口。

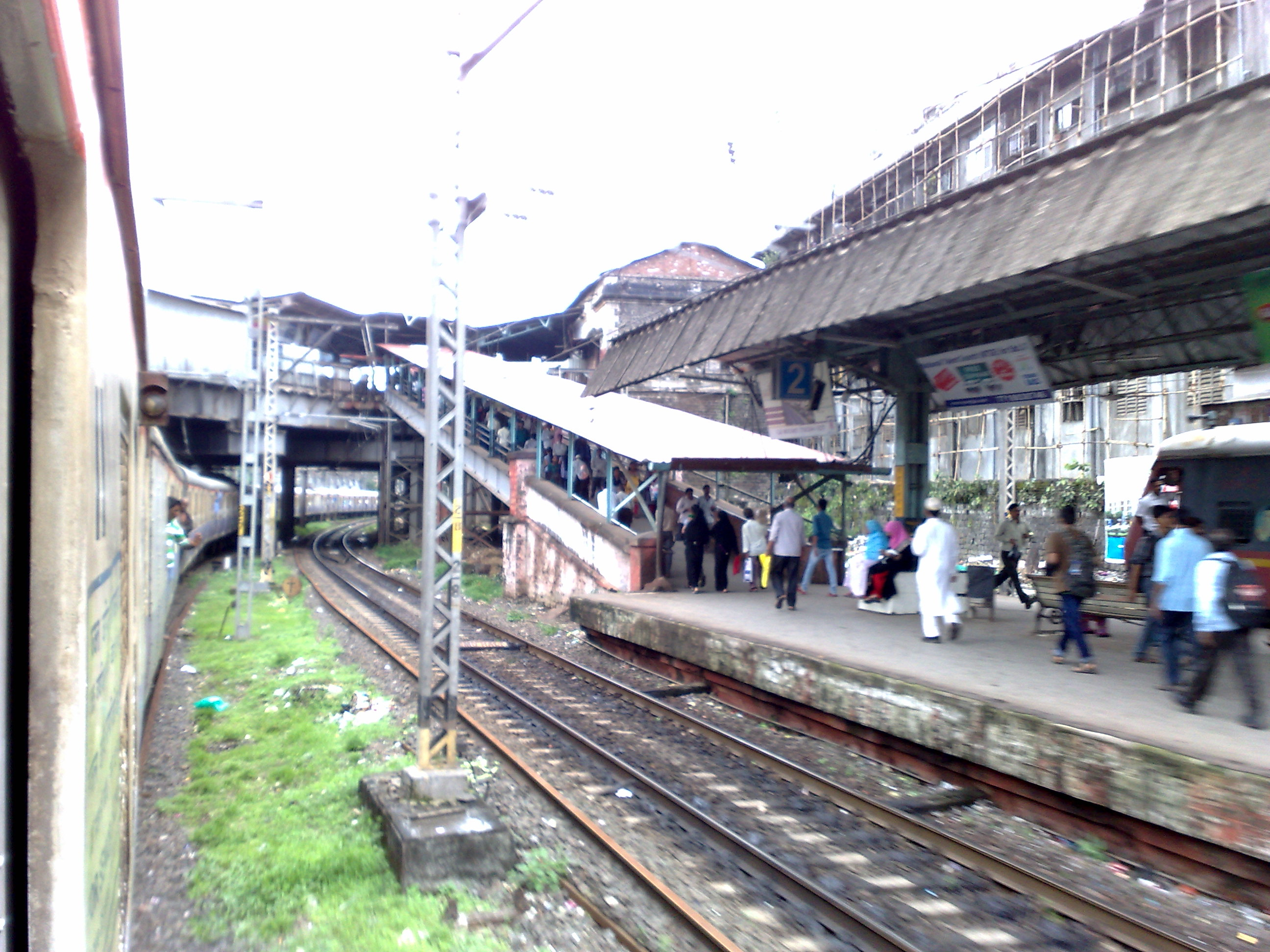
站台
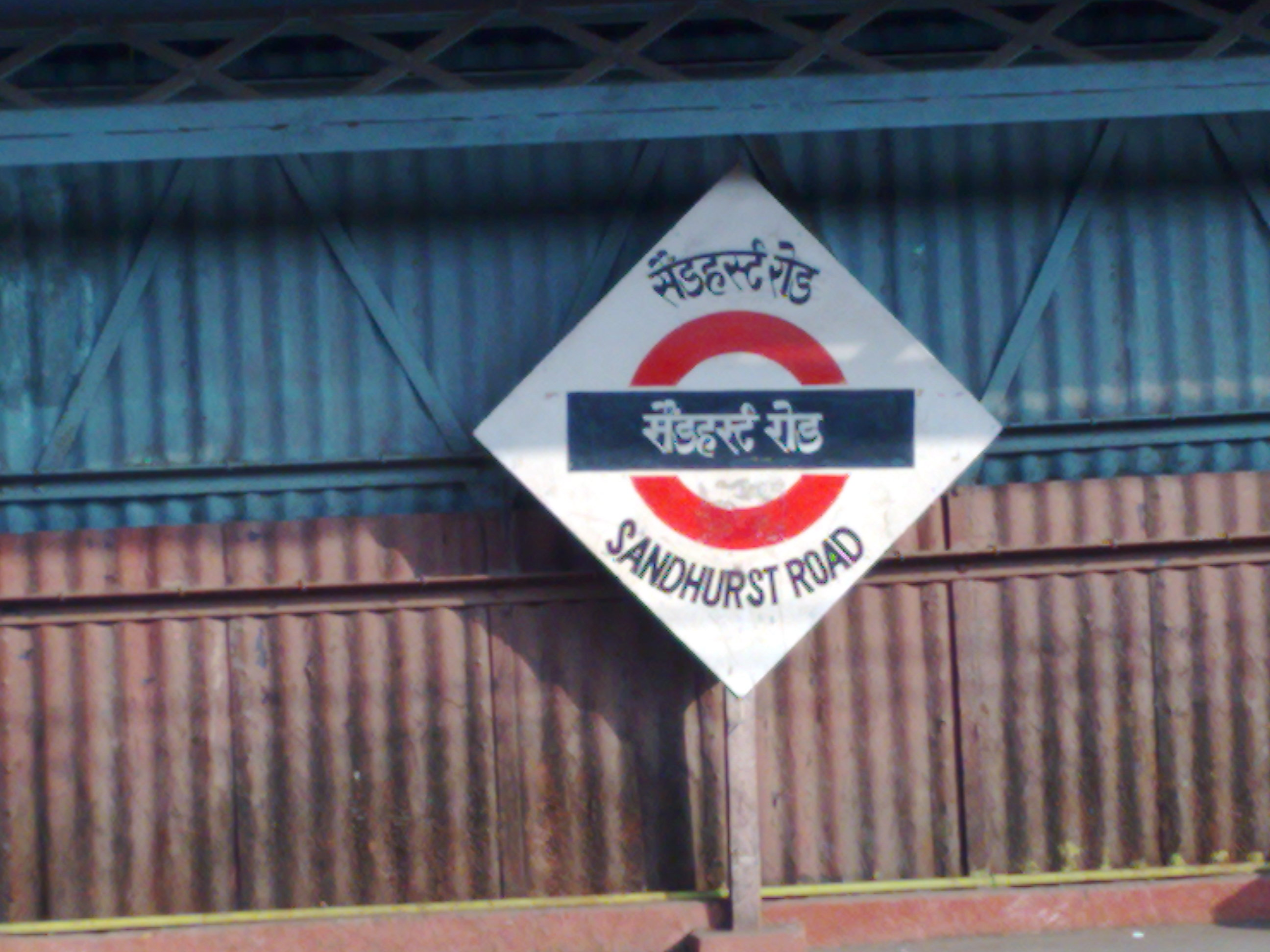
站名牌
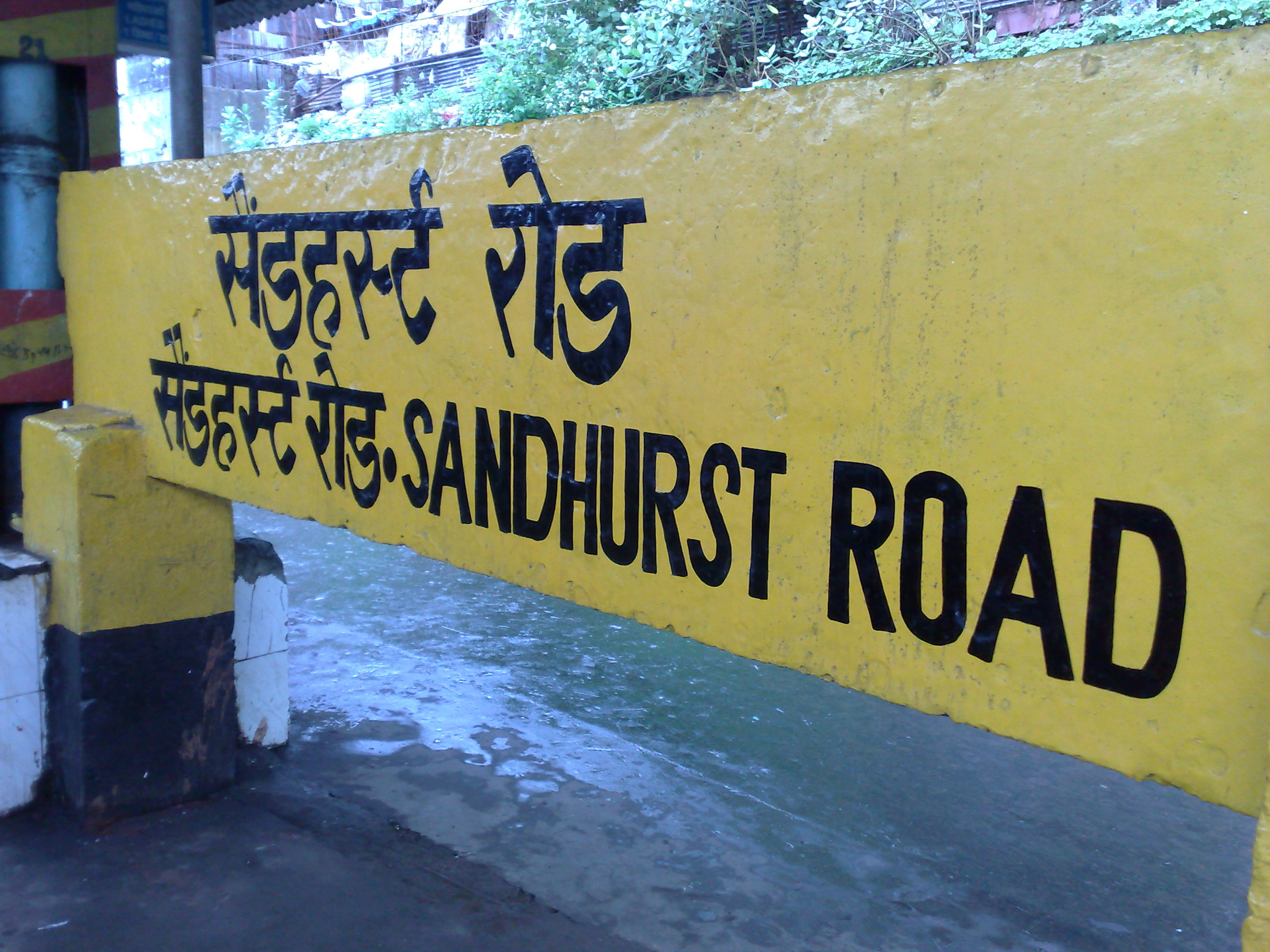
站名牌

## 链接
- indiarailinfo - 桑赫斯特路站 （页面存档备份，存于）